# STIWA Group
Die Stiwa Holding GmbH ist die Konzernobergesellschaft der Stiwa Group, einem österreichischen Unternehmen der Automatisierungstechnik.
Der Konzern befindet sich im Besitz der Familie Sticht.

## Geschichte
Im September 1972 gründete der Elektromechaniker und selbstständige Betriebsberater Walter Sticht die STIWA Fertigungstechnik Sticht GmbH in Attnang-Puchheim.

## Standorte
Österreich:
- Attnang-Puchheim 1 (Zentrale)

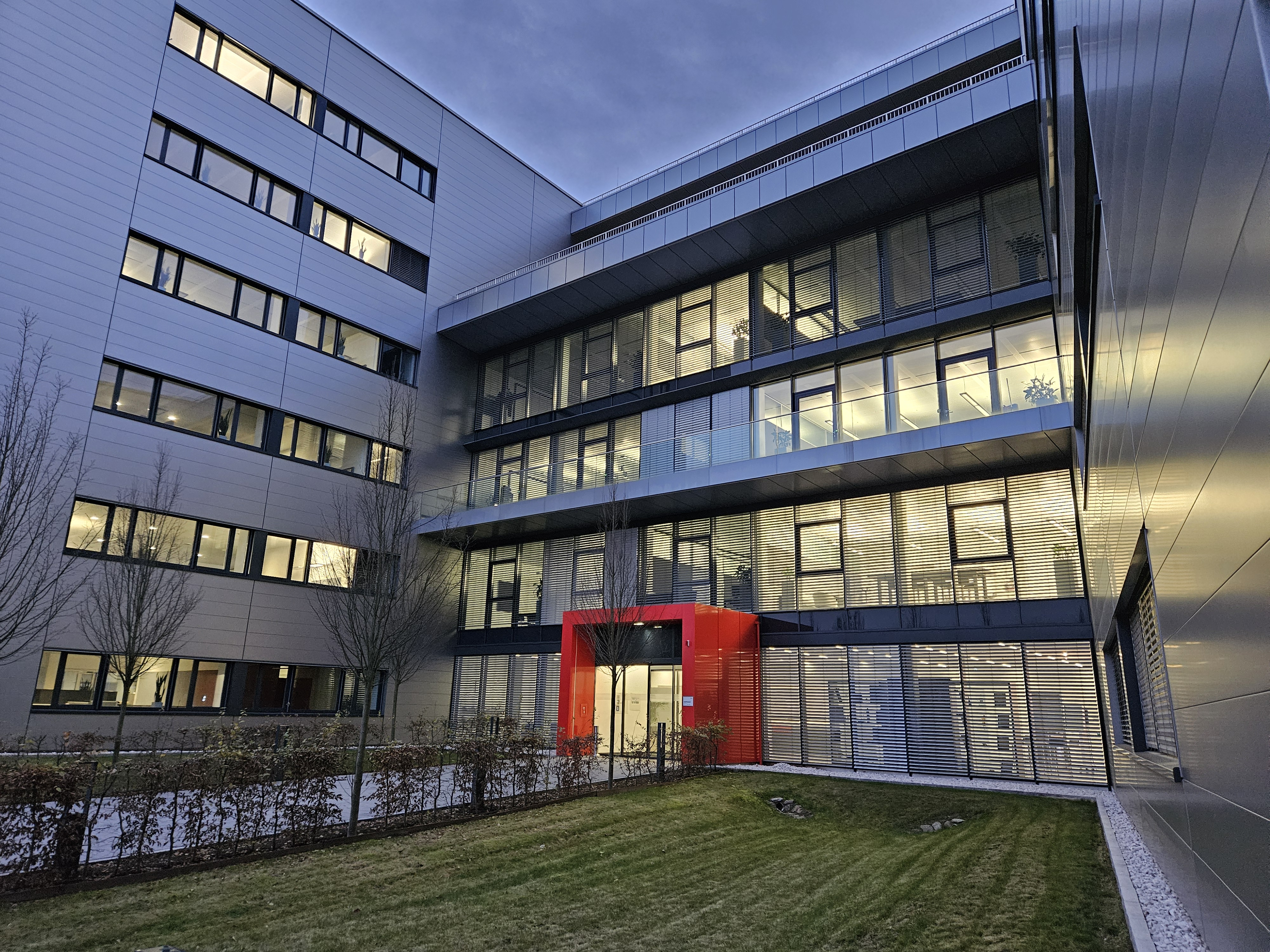
Konzernzentrale der STIWA Group

- Attnang-Puchheim 3 (Ausbildungszentrum)
- Gampern
- Hagenberg im Mühlkreis
- Lambach
- Wien

Deutschland:
- Wilnsdorf, Nordrhein-Westfalen
- Schlangenbad

Volksrepublik China:
- Nantong 1
- Nantong 2
- Nantong 3

Vereinigte Staaten:
- Fort Mill (South Carolina)

## Ausbildung
Die innerbetriebliche Ausbildung des Unternehmens wurde mehrmals ausgezeichnet, zuletzt mit dem Anton Benya Preis und dem ineo-Award der Wirtschaftskammer Oberösterreich.

## Firmengruppenstruktur
- STIWA Holding GmbH

- STIWA Automation GmbH
- STIWA Advanced Products GmbH
- STIWA AMS GmbH
- STIWA (Nantong) Automation Machinery Production Co., Ltd
- STIWA US. Inc.
- STIWA Deutschland GmbH